# Cuscuta pentagona
Cuscuta pentagona är en vindeväxtart som beskrevs av Georg George Engelmann. Cuscuta pentagona ingår i släktet snärjor, och familjen vindeväxter.

## Underarter
Arten delas in i följande underarter:
- C. p. calycina
- C. p. glabrior
- C. p. pubescens

## Bildgalleri

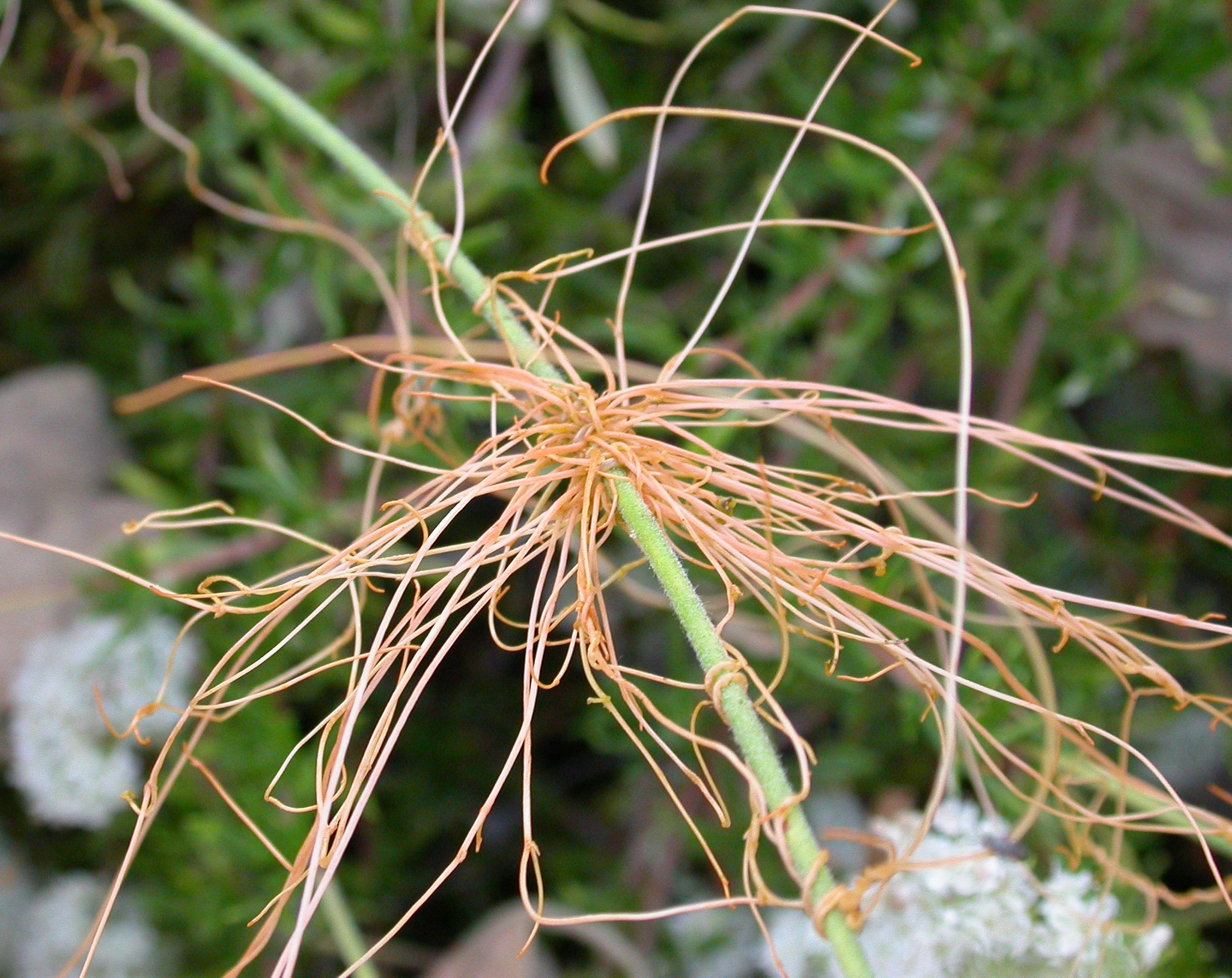